# Constant Burniaux
Constant Burniaux (n. 1 august 1892, Bruxelles - d 9 februarie 1975, Bruxelles) a fost un scriitor belgian. A fost membru al Academiei Regale de limbă și literatură franceză. Este tatăl scriitorului Robert Burniaux (alias Jean Muno).

## Opere (selecție)
- La betise (Prostia)
- Une petite vie (O viață măruntă)
- Les ages de vie (Etapele vieții)